# Project CARS 2
Project CARS 2 é um jogo eletrônico simulador de corridas desenvolvido pela Slightly Mad Studios e publicado pela Bandai Namco em 22 de setembro de 2017 para Windows, PlayStation 4 e Xbox One.

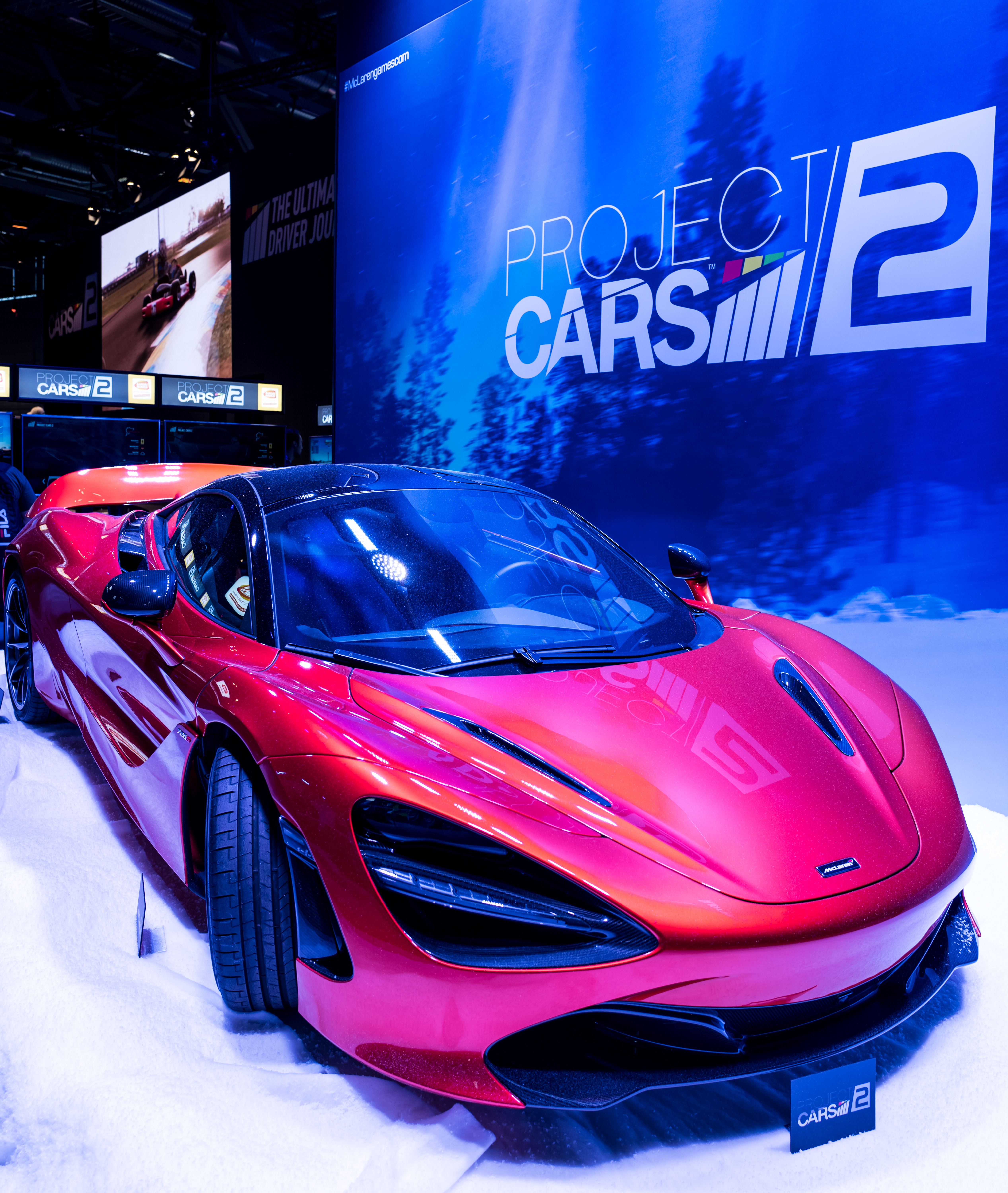
Gamescom 2017

## Jogabilidade

### Características
O jogo é uma sequência de Project CARS, oferecendo 140 opções de traçados em mais de 60 pistas e mais de 180 carros. Project Cars 2 utiliza um sistema chamado LiveTrack 3.0 que transforma a pista em um "organismo vivo" que se altera volta a volta conforme o progresso da corrida, incluindo fatores como temperatura da pista, mudança climática e traçado adotado pelos carros. A nova versão agora inclui modalidade de corrida off-road incluindo rallycross e pistas na neve. Foram incluídos novas marcas de automóveis no jogo como Porsche, Ferrari, Lamborghini, Jaguar, Honda, Acura e Nissan. 

### Conteúdo para download
| DLC                | Data          | Pistas | Carros |
| ------------------ | ------------- | ------ | ------ |
| Japanese Pack      | Novembro/2017 | 0      | 4      |
| Fun Pack           | Dezembro/2017 | 2      | 8      |
| Porsche Legends    | Março/2018    | 1      | 9      |
| Spirit of Le Mans  | Junho/2018    | 1      | 9      |
| Ferrari Essentials | Setembro/2018 | 2      | 8      |

## Premiações
| Ano  | Premio                      | Caegoria                 | Resultado     |
| ---- | --------------------------- | ------------------------ | ------------- |
| 2017 | Melhor Simulador de Corrida | Wired UK                 | Venceu        |
| 2017 | Melhor Simulador de Corrida | Red Bull                 | Segundo Lugar |
| 2017 | Melhor Simulador de Corrida | Alphr                    | Segundo Lugar |
| 2017 | Melhor Simulador de Corrida | Trusted Reviews          | Segundo Lugar |
| 2017 | Gamescom 2017               | Melhor Jogo de simulação | Venceu        |

## Remoção das lojas
Em 21 de Setembro de 2022 o jogo foi removido das lojas devido ao fim das licenças de carros e pistas.

## Ver Também
Project CARS
Project CARS 3